# Algašice
Algašice (lat. Oomycota,  naziv Oomycetes više se ne upotrebljava) su protisti slični gljivama jer većinom imaju stijenku građenu od hitina i hrane se saprofitski. Za razliku od gljiva imaju pokretne stadije i žive u vodi i na izrazito vlažnim staništima, samo iznimno na kopnu. Neke su jednostanične, a neke višestanične. Višestanične algašice u miceliju nemaju poprečnih stjenki, pa ih i to razlikuje od pravih gljiva.
Najvažniji predstavnici algašica su peronospore (Peronosporales).

## Peronospore
Iako su se peronospore prilagodile životu na kopnu, za njihovo je razmnožavanje potrebna voda. Žive kao paraziti na biljkama. 
Peronospora vinove loze (Plasmopara viticola) živi na listovima i plodovima vinove loze iz kojih crpi organske tvari pomoću haustorija (kratkih nastavaka). Nakon nekog vremena razvija sporangiofore koji, najčešće kroz puči, izlaze u okoliš. Sporangiofori nose zoosporanglije sa zoosporama koji se vjetrom prenose na druge biljke. U kapljici vode oslobađaju zoospore, koje isklijaju u novu peronosporu.
Peronospora krumpira (Phytophtora infestans) dovodi do pojave smeđih pjega na listovima. Listovi pocrne i osuše se. Slične promjene izaziva i na gomoljima.
Oba nametnika uzrokuju velike štete u poljodjelstvu. Suzbijaju se špricanjem listova i nedozrelih plodova otopinom modre galice i gašenog vapna.

## Sive ili crne plijesni
Nasuprot većini algašica, sive ili crne plijesni su se razmnožavanjem potpuno prilagodile životu izvan vode. One stvaraju nepokretne spore, bez bičeva. Glavni predstavnik je mukor (Mucor mucedo).